# أرسانو
أرسانو (بالإيطالية: Arzano)‏، مدينة إيطالية في مقاطعة نابولي ضمن إقليم كامبانيا جنوب البلاد، تقع على بعد حوالي 9 كم شمال مدينة نابولي. يبلغ عدد سكانها 37،994 ومساحتها 4.68 كم ².

## السكان
تطور النمو السكاني لـ أرسانو